# Nguyễn Phúc Ngọc Khuê
Nguyễn Phúc Ngọc Khuê (chữ Hán: 阮福玉珪; 1807 – 1827), phong hiệu Mỹ Khê Công chúa (美溪公主), là một công chúa con vua Gia Long nhà Nguyễn trong lịch sử Việt Nam.

## Tiểu sử
Hoàng nữ Ngọc Khuê sinh năm Đinh Mão (1807), là con gái thứ 12 của vua Gia Long, mẹ là Đệ tam cung Đức phi Lê Ngọc Bình. Ngọc Khuê là chị em cùng mẹ với Quảng Uy công Nguyễn Phúc Quân, Thường Tín Quận vương Nguyễn Phúc Cự và An Nghĩa Công chúa Ngọc Ngôn.
Năm Minh Mạng thứ 6 (1825), tháng 10 (âm lịch), công chúa Ngọc Khuê lấy chồng là Vệ úy Nguyễn Văn Thiện, là con trai thứ hai của Kinh Môn Quận công Nguyễn Văn Nhơn. Cả hai có với nhau được một con trai, tên là Uyển. Uyển được nhận tiền gạo chu cấp và tập ấm hàm Cẩm y vệ Hiệu úy.
Kinh Môn Quận công còn một người con gái là Nguyễn Thị Nhậm, được gả làm Phủ thiếp cho hoàng trưởng tử Miên Tông (vua Thiệu Trị sau này), được tấn phong đến chức Nhất giai Lệnh phi.
Năm Minh Mạng thứ 8 (1827), công chúa Ngọc Khuê mất, hưởng dương 21 tuổi, thụy là Trinh Ý (貞懿), về sau mới được truy tặng làm Mỹ Khê Thái trưởng công chúa (美溪太長公主).
Năm thứ 15 (1834), tháng 7 (âm lịch), phò mã Thiện đóng giữ ở Trấn Ninh rút về, bệnh rồi mất.
Năm Minh Mạng thứ 21 (1840), vua cho đúc các con thú bằng vàng để ban thưởng cho các hoàng thân anh em và các trưởng công chúa. Những người đã mất, vua dụ cho bộ Lễ sắp đủ lễ nghi đem đến giao cho người thừa tự hoặc người giám thủ để thờ. Trưởng công chúa Ngọc Khuê được ban cho một con chim trĩ bằng vàng nặng 2 lạng 9 đồng cân.